# أحمد حسين صالح العقيلي
أحمد بن حسين بن صالح العقيلي (1949 - )  ضابط عسكري  يمني ولد في حريب،  محافظة مأرب ، نشأ في مدينة الطائف بالحجاز بالمملكة العربية السعودية ، و أكمل تعليمه النظامي هناك ثم تخصص في العلوم العسكرية، تخرج من الكلية الحربية في القاهرة، ثم حصل على دورات في قيادة السرايا، والتربية وعلم النفس من الكلية السياسية العسكرية بدمشق، حصل على دبلوم ماجستير الأكاديمية السياسية العسكرية العليا في موسكو في أوائل السبعينيات من القرن العشرين الميلادي، ثم دورتين في القانون الدولي الإنساني في جنيف، حصل على ماجستير العلوم العسكرية من كلية القادة والأركان بالقاهرة 1989م. ثم حصل على دبلوم عام في الإدارة العامة من جامعة صنعاء 1993م، ودورة في المعهد الدبلوماسي - وزارة الخارجية 2004م.

## حياته وأدواره
تقلد عددا من الوظائف العسكرية، منها أركان حرب إدارة الشئون المعنوية، ومدير فرع التوجيه والإرشاد، ومساعد مدير إدارة الشئون العامة للقوات المسلحة، عضو اللجنة العسكرية اليمنية السعودية المنوط بها مهمة تهدئة الأوضاع العسكرية على الحدود بين البلدين مدير مكتب القائد الأعلى للقوات المسلحة، ثم ملحقا عسكريا في سفارة الجمهورية اليمنية بالقاهرة ورتبته رتبة لواء ركن متزوج وله خمسة من الولد : بنت واحدة، واربعة من الذكور.

## مؤلفاته
1. الحرب النفسية في المعارك الحديثة - القاهرة 1989م.
2. التوصيف الوظيفي للأطباء العسكريين والمهن الطبية والفنية المساعدة - دائرة الخدمات الطبية العسكرية.